# Pedro Fitz-James Stuart

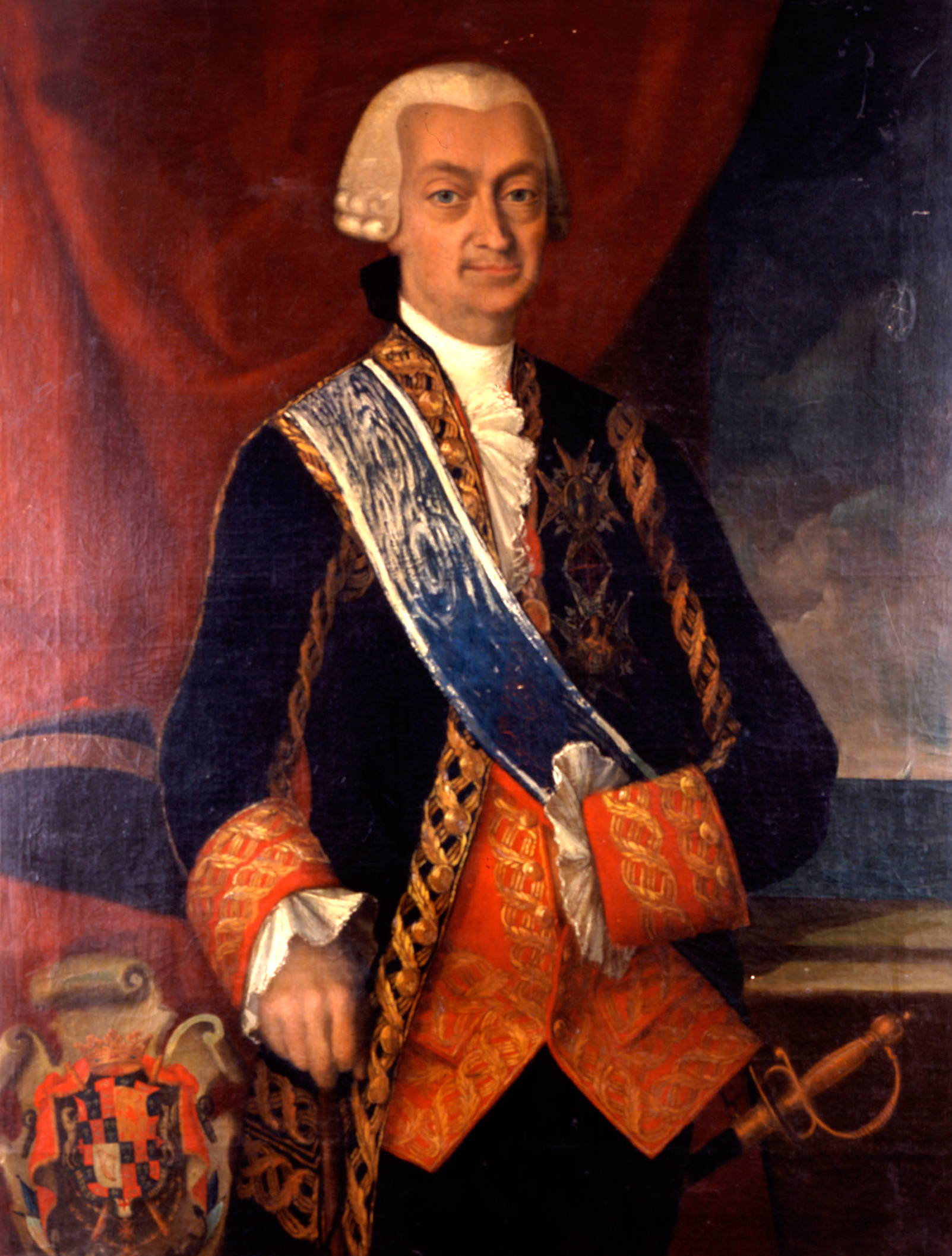
Pedro Fitz-James Stuart

Pedro Fitz-James Stuart y Colón de Portugal, 4. Marqués de San Leonardo (* 6. November 1720 in Madrid, Spanien; † 23. Juli 1791 im Kloster von Sopetrán bei Hita, Spanien) war ein spanischer Adliger und Marineoffizier, zuletzt in der Position des Generalkapitäns der spanischen Marine.

## Leben

### Familie und Herkunft
Pedro Fitz-James Stuart wurde als zweites von vier Kindern aus der Ehe von James Fitz-James Stuart, dem 2. Herzog von Berwick, und Catalina Ventura Colón de Portugal, der 9. Herzogin von  Veragua, geboren. Als Mitglied des Hauses Fitz-James Stuart, einer Nebenlinie der britischen Stuarts, zählte er zum Hochadel und erhielt eine standesgemäße Ausbildung.

### Karriere
Schon in jungen Jahren wünschte sich Fitz-James Stuart den Dienst in der spanischen Marine, was im aber aufgrund seines Alters verwehrt wurde. Daraufhin bat er um Aufnahme in das spanische Heer, was stattgegeben wurde, und ihm wurde der Rang eines Hauptmanns der Kavallerie verliehen. Nach Erreichen der Altersgrenze wechselte er mit dem Alter von 15 Jahren am 9. Mai 1736 als Offiziersanwärter (Guardiamarina) in die Marine. Es folgte eine Ausbildung in Cádiz und am 29. August 1737 die Beförderung zum Teniente de navío, was seinem alten Heeresdienstgrad entsprach.
Anschließend wurde er auf einer Schebecke im Mittelmeer eingesetzt, die die spanische Schifffahrt und Küste vor den Überfällen der nordafrikanischen Barbareskenstaaten schützte, wobei er viel seemännische Erfahrung sammeln konnte. Hierauf folgte sein erstes Kommando über das Schiff Astuto, mit dem er mehrere Reisen zu den Kanaren machte. Am 28. August 1740 wurde er zum Capitán de fragata befördert und im Rahmen des War of Jenkins’ Ear, einem Kolonialkrieg mit den Briten, mit einem Geschwader unter Rodrigo de Torres von Cádiz in die Karibik entsandt. In Havanna wurde er zum Geschwader von Blas de Lezo abkommandiert und war an der Verteidigung von Cartagena de Indias von März bis Mai 1741 gegen die Briten unter Edward Vernon beteiligt.

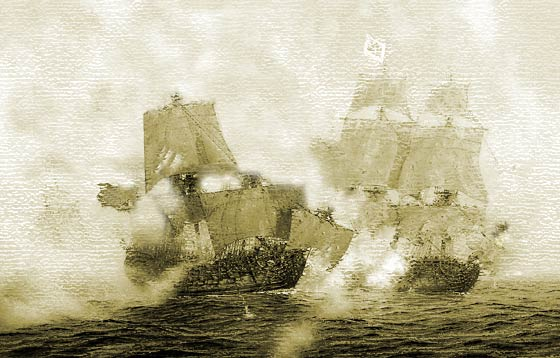
Kampf zwischen der Danzik und Dragón

Am 24. Januar 1745 erfolgte die Beförderung zum Capitán de navío und die Übernahme des Kommandos über die 24-Kanonen-Fregatte Aurora und 1750 das Kommando über das 60-Kanonen-Linienschiff Dragón. Mit diesem und der América, unter Luis de Córdova, lieferte sich Fitz-James Stuart am 28. November 1751 ein Gefecht mit zwei Barbaresken-Korsaren aus Algier (Seegefecht vom 28. November 1751). Hierbei wurde die Danzik, ein Linienschiff mit 60 Kanonen, gekapert. Die spanischen Schiffe kehrten mit 320 Kriegsgefangenen, 50 befreiten christlichen Sklaven und einer beträchtlichen Beute in den Hafen zurück. Fitz-James Stuart erhielt für dieses Gefecht viel Anerkennung und wurde zum Jefe de escuadra befördert.
Als Chef eines Geschwaders von drei Linienschiffen und zwei Fregatten operierte er in den nächsten Jahren in der Nordsee und im Mittelmeer. 1757 erfolgte die Beförderung zum Teniente general.
Am 10. August 1759 starb Ferdinand VI. von Spanien und sein Bruder, bisher König von Neapel und Sizilien, erbte als Karl III. den spanischen Thron. Da sich aber der neue König und seine Familie in Italien aufhielten, mussten diese sicher nach Spanien gebracht werden. Hierfür wurde eine Flotte von 37 Schiffen zusammengestellt, die in drei Divisionen organisiert waren, von welcher Fitz-James Stuart eine befehligte. Nach Abschluss dieser Aufgabe beendete Pedro Fitz-James Stuart seine aktive Marinekarriere und übernahm das Hofamt des Caballerizo Mayor del Rey. 1771 erhielt er das Großkreuz des Ordens Karls III.
Im März 1789 wurde er zum Generalkapitän der Marine ernannt, was ungewöhnlich war, da der bisherige Amtsinhaber Luis de Córdova noch lebte. Er beantragte aber bereits im selben Jahr die Erlaubnis zur Übersiedlung in das Kloster von Sopetrán bei Hita, wo er am 23. Juli 1791 verstarb.

### Ehe
Pedro Fitz-James Stuart heiratete 1749 María Benita de Rozas y Drummond (1719–1790), die Tochter von José de Rozas, dem Generalkapitän von Guatemala, und Witwe des Ministers José del Campillo. Die Ehe blieb kinderlos.